# هنري كول (رائد أعمال)
هنري كول (بالإنجليزية: Henry Cole) (و. 1808 – 1882 م) هو رائد أعمال، وكاتب، وفنان، ومصمم بريطاني، ولد في باث، توفي في لندن، عن عمر يناهز 74 عاماً.

## مناصب
تولى منصب مدير متحف
.

## التعليم
تعلم في مستشفى المسيح ‏
.

## جوائز
حصل على جوائز منها:
- وسام ألبرت (1871)
- زمالة الجمعية الملكية للفنون
- نيشان الحمام من رتبة مرافق  [لغات أخرى]‏

## روابط خارجية
- هنري كول على موقع الموسوعة البريطانية (الإنجليزية)
- هنري كول على موقع ديسكوغز (الإنجليزية)